# آدم سويتك
آدم سويتك (بالبولندية: Adam Świtek)‏ (24 ديسمبر 1901 – 1960) هو ملاكم بولندي راحل، مثّل بلاده في الألعاب الأولمبية الصيفية 1924.

## وصلات خارجية
آدم سويتك على موقع بوكس ريك (الإنجليزية) (registration required)
- آدم سويتك على موقع أوليمبيديا (الإنجليزية)